# Zvonice (Lipnice nad Sázavou)
Barokní zvonice v Lipnici nad Sázavou je postavena na místě původní obranné věže, která byla zničena za třicetileté války. Spolu s ní byla zničena i stará dřevěná zvonice. Barokní zvonici nechali postavit páni z Vernieru spolu s barokní úpravou lipnického kostela sv. Víta a hradní kaple. Původní zvony byly za 1. světové války zabaveny, novější pak ve 2. světové válce. Dnešní zvon pochází ze zaniklé zvonice československé církve husitské. V roce 2008 proběhla rekonstrukce zvonové stolice, krovu a střešního pláště. V současné době vlastní zvonici Národní památkový ústav. Zvonice stojí samostatně v areálu hradu Lipnice a je chráněna jako kulturní památka.